# 星野勘太郎
星野 勘太郎（ほしの かんたろう、1943年10月9日 - 2010年11月25日）は、在日韓国人の元プロレスラー、プロモーター。本名は呂 建夫（ヨ・コンブ、여건부）、通名、星野 建夫（ほしの たつお）。兵庫県神戸市出身。
リングネームの勘太郎は、長谷川一夫主演の映画『伊那の勘太郎』から豊登に付けられたもの。「突貫小僧」の異名をもつ。

## 来歴

### 現役時代
高校時代はボクシングに打ち込み、卒業後にプロボクサーを目指しジムに入ろうとするがリーチの長さが足りず断念。1961年10月に日本プロレス入門。同年12月22日、東京のリキ・スポーツパレスにおける駒厚秀戦でデビュー。
1967年1月、山本小鉄と共にアメリカ武者修行に出立。カリフォルニア州ロサンゼルスのWWAを皮切りに、小型でもパワフルであると評判だったヤマハの日本製オートバイにあやかったヤマハ・ブラザーズ（The Yamaha Brothers）のチーム名のもと、テネシー州メンフィスを拠点とするNWAミッドアメリカ（後のCWA）を主戦場に活動した。テネシーでは観客に発砲されたり、ナイフを脳天に突き立てられたりしたこともある。老人で力が弱かったため深く刺さらず事なきを得た。
凱旋帰国後は、ジャイアント馬場&アントニオ猪木のBI砲と組んでの6人タッグマッチなどでメインイベントにも度々登場。1970年には猪木のパートナーに起用されて第1回NWAタッグ・リーグ戦に出場、決勝戦でニック・ボックウィンクル&ジョニー・クインを破って優勝を果たした。星野は、この試合を生涯のベストバウトに挙げている。1971年2月19日にはミル・マスカラスの初来日第1戦の対戦相手を務め、好試合を展開した。
日本プロレス末期の1973年2月より再度の海外遠征を行ったが、遠征先で団体の崩壊を迎えた。同年8月25日にはサンフランシスコにおいて、ダニー・ホッジが保持していたNWA世界ジュニアヘビー級王座に挑戦している。帰国後は1974年1月より新日本プロレスに入団、山本とのタッグを復活させ、ミッドカード戦線で活躍する。1979年1月には国際プロレスに参戦してグレート草津&アニマル浜口からIWA世界タッグ王座を奪取した。1980年4月4日には、ヤマハ・ブラザーズとして山本の引退試合を行っている（対戦相手は国際プロレスの独立愚連隊こと鶴見五郎&大位山勝三）。
山本の引退後はジュニアヘビー級戦線で活動。初代タイガーマスクとも度々タッグを組み、1982年5月12日には沖縄にてレス・ソントンのNWA世界ジュニアヘビー級王座に挑戦した。「突貫小僧」の異名を持つ喧嘩屋としても知られ、1982年1月15日には姫路にてダイナマイト・キッドと喧嘩試合を展開。外敵となる他団体との軍団抗争などでは迎撃要員も務め、特にUWFの総大将：前田日明に対しては若手時代から目をかけていたこともあり、試合終了後に単身UWF勢の控え室に殴り込みをかけたこともあった。

### 韓国での試合
韓国でも1960年代 - 1970年代（確実ではないが1980年代にも試合したことがあるという）に大木金太郎（キム・イル）の誘いで試合をしたことがあり、韓国では在日コリアンということを売りにしていた。
その当時、韓国の試合スタイルは常にキャッチ・スタイル的な地味なスタイルだったので（セメントにこだわりを持ったキム・イルのポリシーからであったという）ダイナミックで瞬発力の強い勘太郎のスタイルは大変人気があって、韓国ではプロレスを代表するアイコンとして記憶されている。「バッチギのキム・イル（大木）」、「ヨ・コンブ（星野）のヘッド・ロック・パンチ」で知られている。

### 引退後
1995年2月19日、両国国技館で木戸修戦を最後に現役を引退した。その際、挨拶をした猪木が星野への慰労の言葉もそこそこに、延々と北朝鮮への熱い思いを語ってしまったが、神妙に拝聴する星野の姿はファンの心を打った。
その後も星野は本職では地元の神戸でプロモーターを務める傍ら、2002年8月から「魔界倶楽部」の総裁として現場に復帰し、リング外での乱闘でボクシング仕込みの自慢のパンチを繰り出していた。特に決めゼリフでもある「ビッシビシ行くからな!」は大流行し、プロレス流行語大賞を受賞した。また、この時期の東京ドーム大会における新日本OBバトルロイヤルでは他団体に転出した現役選手も出場した中で見事ヤマハ・ブラザーズで最後の二人に残り、「ヤマハは二人で一つ、二人で優勝」という名台詞で締める場面もあった。
魔界倶楽部活動停止以後は一線から離れていたが、2005年にビッグマウス・ラウドが旗揚げされてからは再び総裁としてリング外乱闘に復帰した。また、新日本プロレスが過去のギミック・キャラクターを再利用している興行「WRESTLE LAND」を開始し、それに伴い魔界倶楽部も復活した。なお、星野に対し造反するプロレスラー達を「ごきぶりホイホイ」ならぬ「星野ホイホイ」という物を使って追放したことがあった。
星野は、魔界倶楽部総裁としては常に黒い上下のスーツを身に纏い、悪の総帥を装うがリングに登場し現役時代から得意であったコーナーポストからのダイビング・ボディ・プレスを見舞おうとする時に（その際スーツを脱ぐのも恒例だった）よく足を滑らせコケたり、登ったのはいいがやはり足をすべらせて転倒することが多く、場内の失笑を誘った（シューズでなく革靴を履いているため、足元が滑りやすい）。またプロ野球・横浜ベイスターズの「ハマの番長」こと三浦大輔を自ら魔界18号に任命している。
魔界倶楽部総裁としては、場外乱闘や試合への乱入も辞さない悪の総裁としてのイメージがあるが、元来は反則攻撃の類を嫌っており、なかでも2008年9月21日の武藤敬司対真壁刀義のIWGPヘビー級王座選手権では当初は新日本所属の真壁の肩を持つ発言をしていたが、試合ではG・B・Hのあまりのラフファイトぶりに怒り、G・B・Hを鉄拳パンチで制裁した。この事件からG・B・Hの外道との抗争に火が付き、内藤哲也・裕次郎対邪道・外道のIWGPジュニアタッグ王座戦で星野は内藤、裕次郎に味方し、反則攻撃を繰り返す外道を制裁した。一連の外道との抗争に決着をつけるべく、2008年12月22日には「ストリート・ファイト エニウェアフォールマッチ」での外道とのシングルマッチが行われ、外道からピンフォール勝ちを収めた。
星野自身もプロレス入り前はボクサーを目指していたこともあり、もし自分が全盛期の頃に総合格闘技が存在していたら挑戦したかったと晩年に語っている。
2009年2月4日、都内で倒れて病院に搬送され、脳梗塞と診断された。病後の星野は言語障害が残り、病院でリハビリテーションに励んでいたが、2010年11月25日、肺炎のため入院先の病院で死去した。67歳没。このことは、同年11月27日に新日本プロレス関連会社の新日企画のホームページで公表され、その後に新日本プロレス公式サイトで正式に訃報が伝えられた。かつてのヤマハブラザーズのパートナーであった山本小鉄の死去から3ヶ月後に、後を追うような最期であった。

## 「ビッシビシ行く…!」
星野の名言「ビッシビシ行く」（「～ぞ！」「～からな！」など、バリエーションは複数あり）は、新日本プロレスでコーチをやっていた時の言葉で元々は「ビッシビシ、バッシバシ行く…!」と言っていたのが、魔界倶楽部の活動を始めた際に「ビッシビシ、ビッシビシ行く…!」と言い間違えてそのまま定着し、プロレス流行語大賞を受賞している。リングに乱入後、引き上げる際に「ビッシビシ撤収するぞ!」と発言したこともあった。
後にゆずがライブでこの言葉を連呼していたことから、「魔界倶楽部名誉21号&22号」に認定されている。

## 得意技
- 各種パンチ
ボクシングの経験を生かしたパンチで正面から打つのはもちろんのこと、ヘッドロックの体勢からレフェリーの死角をついてマシンガンのようにパンチを繰り出すなどバリエーションも豊富だった。パンチはプロレスのルールでは反則であるが、反則は5カウント以内まで許されているので即座に反則負けを取られることはほとんどない。
ヘッドロックパンチはミル・マスカラスのを見様見真似で覚えた。[要出典]
- フライング・ヘッドバット
フライング・クロスチョップのようなフォームの相手の胴目がけてのヘッドバット。
- フロントチョーク
- パイルドライバー
ヤマハ・ブラザーズの見せ場とも言うべき連携技「ハイジャック・パイルドライバー」を得意とした。
- ブレインバスター
- ダイビング・ボディ・プレス
- プランチャ・スイシーダ

## タイトル歴
NWAミッドアメリカ
- NWA南部ジュニアヘビー級王座：1回[13]
- NWA南部タッグ王座（ミッドアメリカ版）：1回（w / 山本小鉄）[14]
- NWA世界タッグ王座（ミッドアメリカ版）：1回（w / Tamayo Soto）[15]

国際プロレス
- IWA世界タッグ王座：1回（w / 山本小鉄）[7]

日本プロレス
- NWAタッグ・リーグ戦優勝：1970年（w / アントニオ猪木）

新日本プロレス
- ジャパンカップ争奪イリミネーション・タッグ・リーグ戦優勝：1988年（w / アントニオ猪木&長州力）※6人タッグマッチのリーグ戦

## 入場テーマ曲
- フライング・ボディ・プレス
- URBAN SUNRISE（上田力＆パワーステーション） - 剛竜馬もレギュラー出演したテレビドラマ『警視庁殺人課』のオープニング曲

## 脚註
1. 1 2  “Kantaro Hoshino”.   Wrestlingdata.com. 2022年6月19日閲覧。
2. ↑  山本小鉄・前田日明『日本魂』講談社
3. ↑  “JWA 1970 The 1st Annual NWA Tag Team League”.   Puroresu.com. 2019年8月8日閲覧。
4. ↑  『Gスピリッツ Vol.50』P68（2018年、辰巳出版、ISBN 4777822400）
5. ↑  『Gスピリッツ Vol.32』P94（2014年、辰巳出版、ISBN 4777813304）
6. ↑  “Show at San Francisco 1973/08/25”.   Wrestlingdata.com. 2022年6月19日閲覧。
7. 1 2  “IWA World Tag Team Title”.   Wrestling-Titles.com. 2019年8月6日閲覧。
8. ↑  “NJPW Big Fight Series - Day 17”.   Wrestlingdata.com. 2022年6月20日閲覧。
9. ↑  “発掘! ダイナマイト・キッドと星野勘太郎のケンカマッチ”.   昭和プロレス研究室. 2022年6月20日閲覧。
10. ↑  “小鉄さん急死に、星野勘太郎さん号泣”. 日刊スポーツ (2010年8月30日). 2019年3月11日閲覧。
11. ↑  新日企画公式サイト（ヘッドライン参照）
12. ↑  “【訃報】星野勘太郎さん逝去”. 新日本プロレスリング (2010年11月28日). 2019年3月11日閲覧。
13. ↑  “NWA Southern Junior Heavyweight Title”.   Wrestling-Titles.com. 2019年8月8日閲覧。
14. ↑  “Kantaro Hoshino: Title Reigns”.   Cagematch.net. 2019年8月8日閲覧。
15. ↑  “NWA World Tag Team Title [Mid-America]”.   Wrestling-Titles.com. 2019年8月8日閲覧。